# Amblyomma soembawense
Amblyomma soembawense är en fästingart som beskrevs av Anastos 1956. Amblyomma soembawense ingår i släktet Amblyomma och familjen hårda fästingar. Inga underarter finns listade i Catalogue of Life.